# Balnakeil

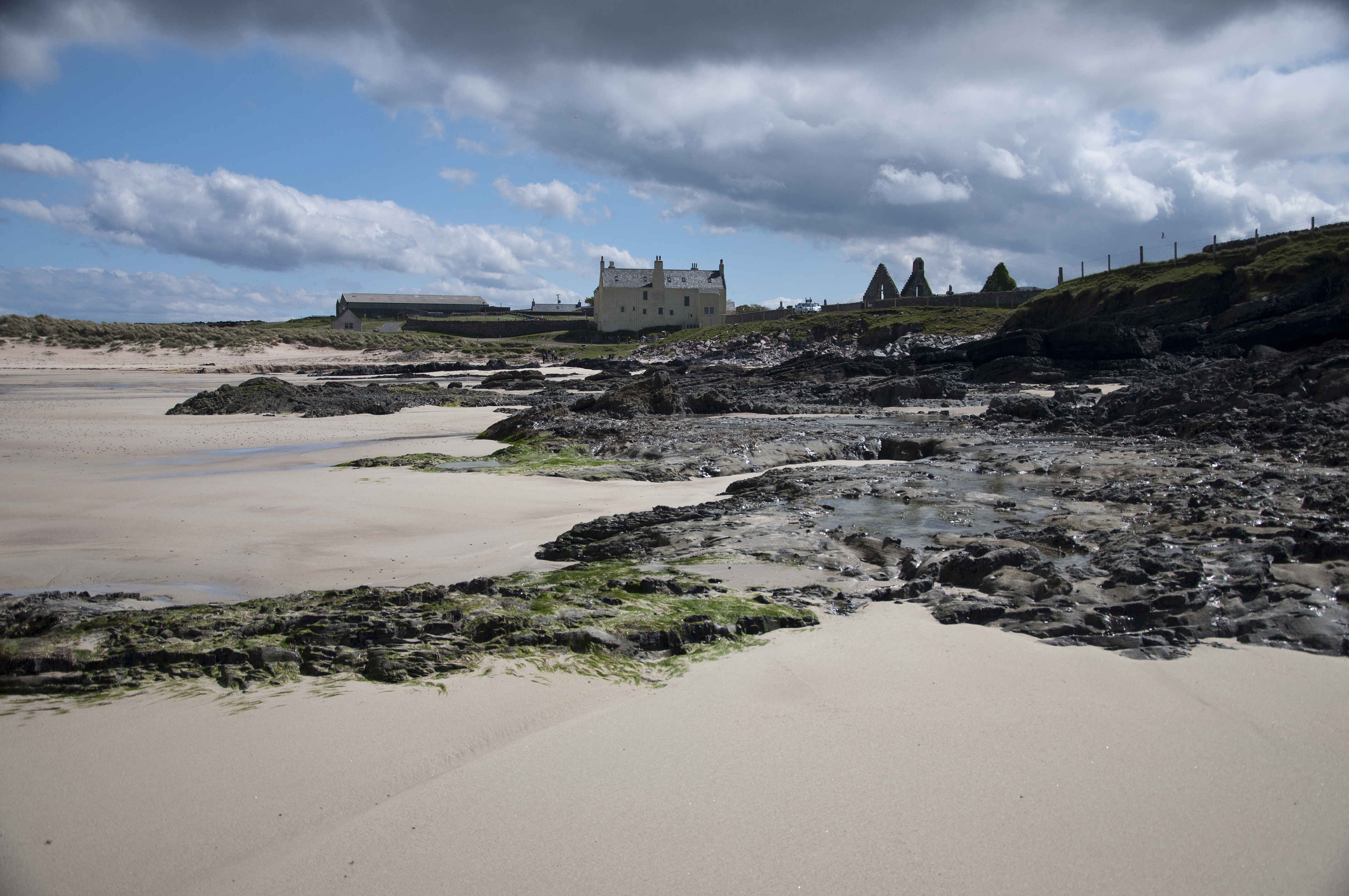
Balnakeil vanaf het strand van Balnakeil Bay

Balnakeil is een plaats bij de Balnakeil Bay, een baai in het noorden van Sutherland, Schotland. Balnakeil is te bereiken via een kleine weg die de A838 te Durness in westelijke richting verlaat.
Balnakeil was een plaatselijk centrum van christendom vanaf de 8e eeuw waar een Keltisch klooster werd gesticht, hoogstwaarschijnlijk door Sint-Máelrubai, een monnik die ook Maelrubha wordt genoemd.
In Balnakeil staat de:
- Balnakeil Church: de ruïne van een kerk uit het begin van de 17e eeuw
- Balnakeil House: de thuisbasis van de clan Mackay, gebouwd in 1744

Balnakeil Craft Village, anno 2011 verblijfplaats voor kunstenaars, was tot de jaren 50 van de 20e eeuw een kazerne voor militairen die de noordelijke kusten van Schotland bewaakten.